# Palazzo della Banca di Praga
Il Palazzo della Banca di Praga è un edificio storico di Trieste in Italia.

## Storia
Nel 1911 l’amministrazione comunale di Trieste decise di demolire alcuni edifici per allargare la via Ponterosso (oggi via Roma), un'importante arteria tra la parte vecchia e quella nuova della città, dato il grande traffico veicolare che rendeva difficile il passaggio ai pedoni. Si vennero quindi a creare nuovi lotti di terreno, uno dei quali venne acquistato della Banca di Praga (Živnostenská banka pro Čechy a Moravu), che vi eresse un edificio atto a ospitare la sua sede, uffici e abitazioni. Il progetto venne sviluppato dagli architetti Josip Costaperaria e Osvald Polívka.
Nel 1928 l’edificio venne ceduto alla Banca d’America e d’Italia, che commissionò diversi lavori di modifica agli interni. Nello specifico, nel 1957 si smantellò la vetrata poligonale della sala d’aspetto; nel 1986, invece, la scala a chiocciola originale venne sostituita da una scala composta da tre rampe ortogonali.
Dal 1995 il palazzo ospita una filiale della Deutsche Bank.

## Descrizione
L'edificio occupa un lotto d'angolo tra la via Roma e la via Mazzini nel centro di Trieste.
Il palazzo presenta uno stile capace di coniugare elementi di tardo gusto secessionista di area mitteleuropea ad altri di derivazione razionalista, ed è caratterizzato da volumi solidi e compatti. La zona inferiore, composta da piano terra e mezzanino, originariamente destinata a ospitare gli uffici della banca, presenta grandi finestroni con cornici metalliche a scacchiera. La zona superiore, adibita ad abitazioni, presenta una serie di finestre rettangolari e centinate con cornici in pietra chiara ed è caratterizzata dalla presenza di erker appena accennati sviluppati su due livelli culminanti con terrazzini poligonali a loro volta sormontati da dei balconcini.
Al piano terra, sulla facciata rivolta su via Roma, si trova un grande ingresso monumentale cui si accede attraverso una scalinata ai cui lati sono posizionate due statue bronzee raffiguranti il Lavoro e l'Industria, opera dello scultore Ladislav Šaloun. Queste vennero posizionate solamente nel 1926, essendo rimaste bloccate a Praga a causa degli eventi bellici della prima guerra mondiale.

## Galleria d'immagini

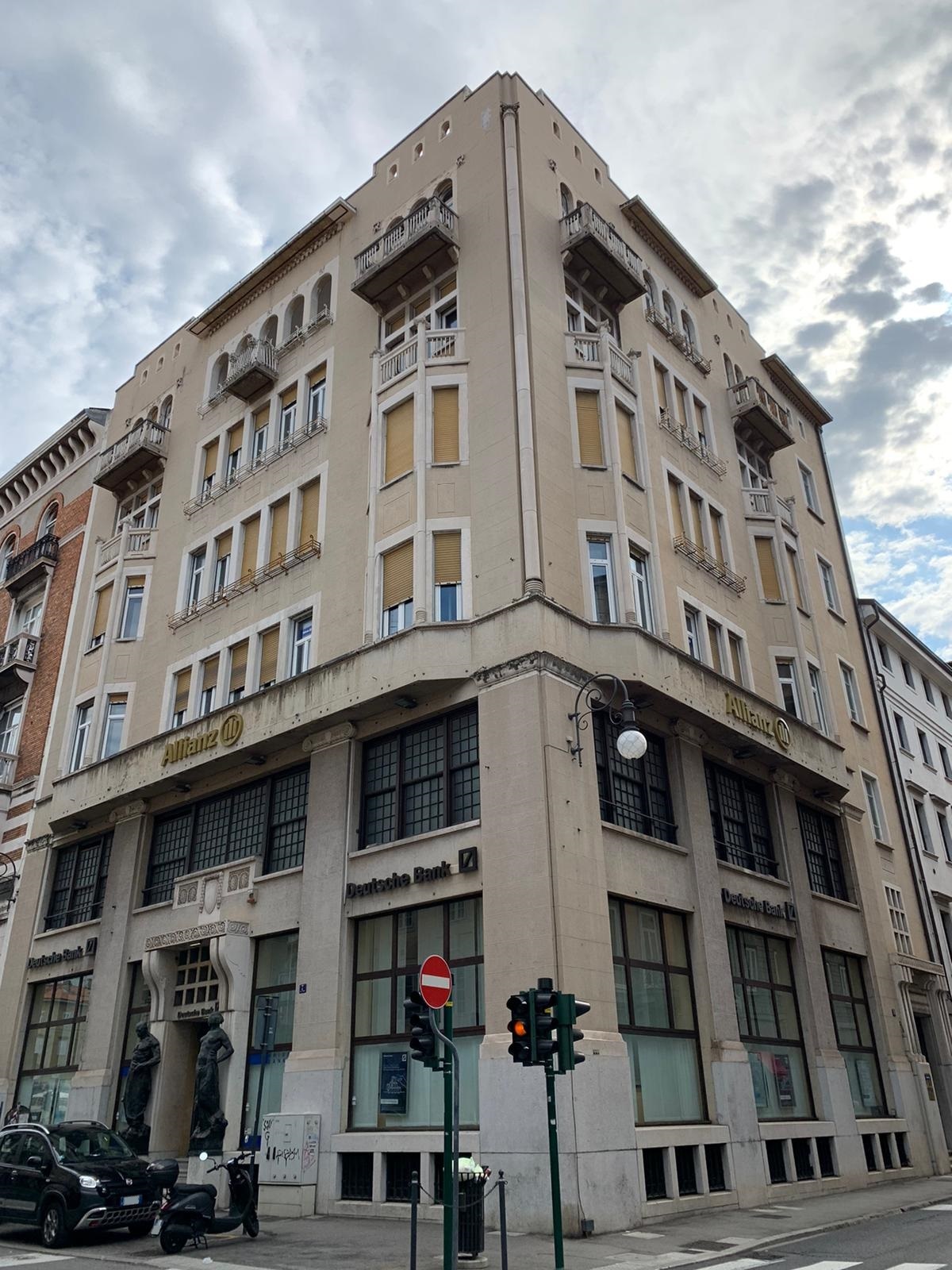
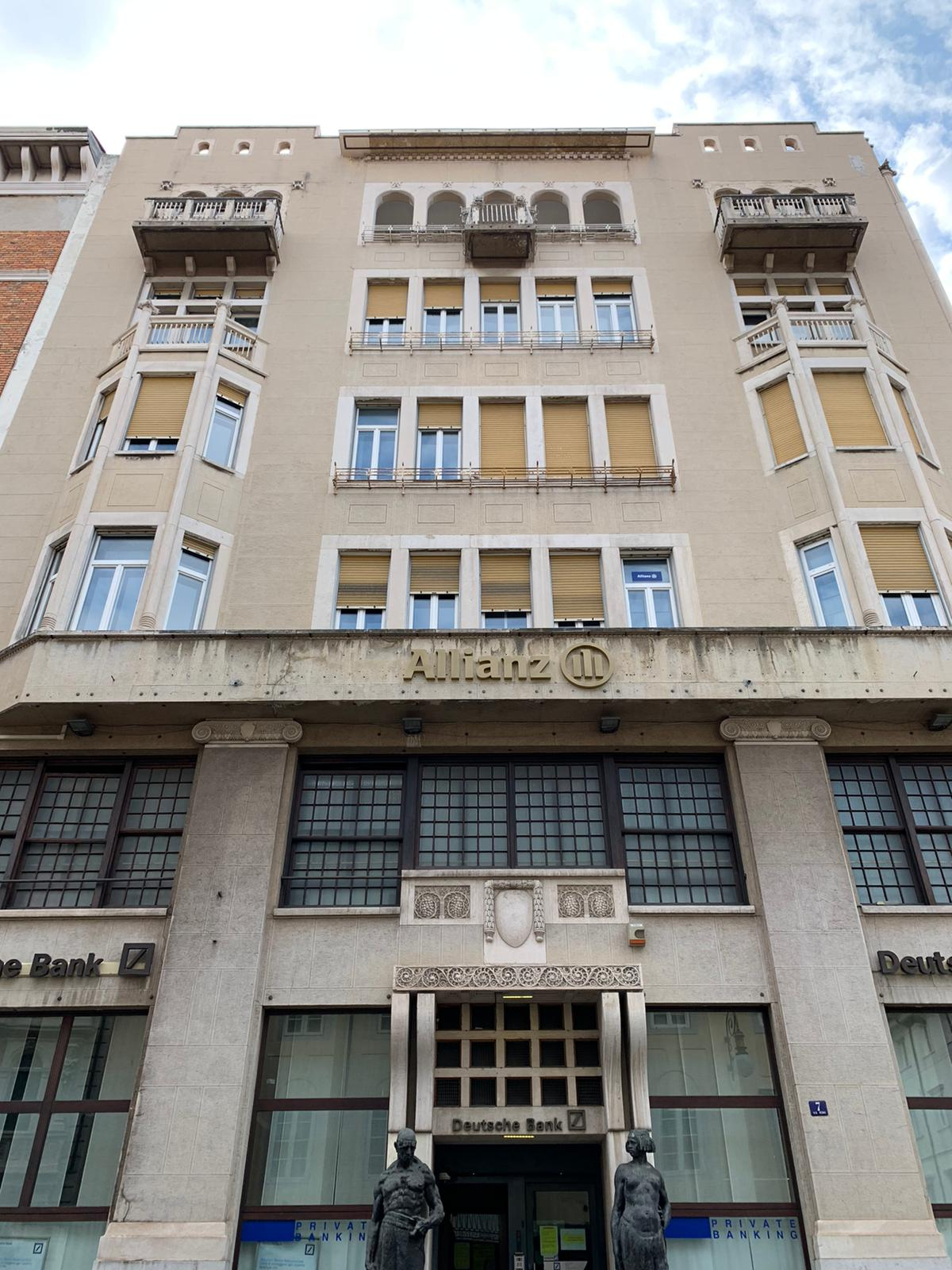
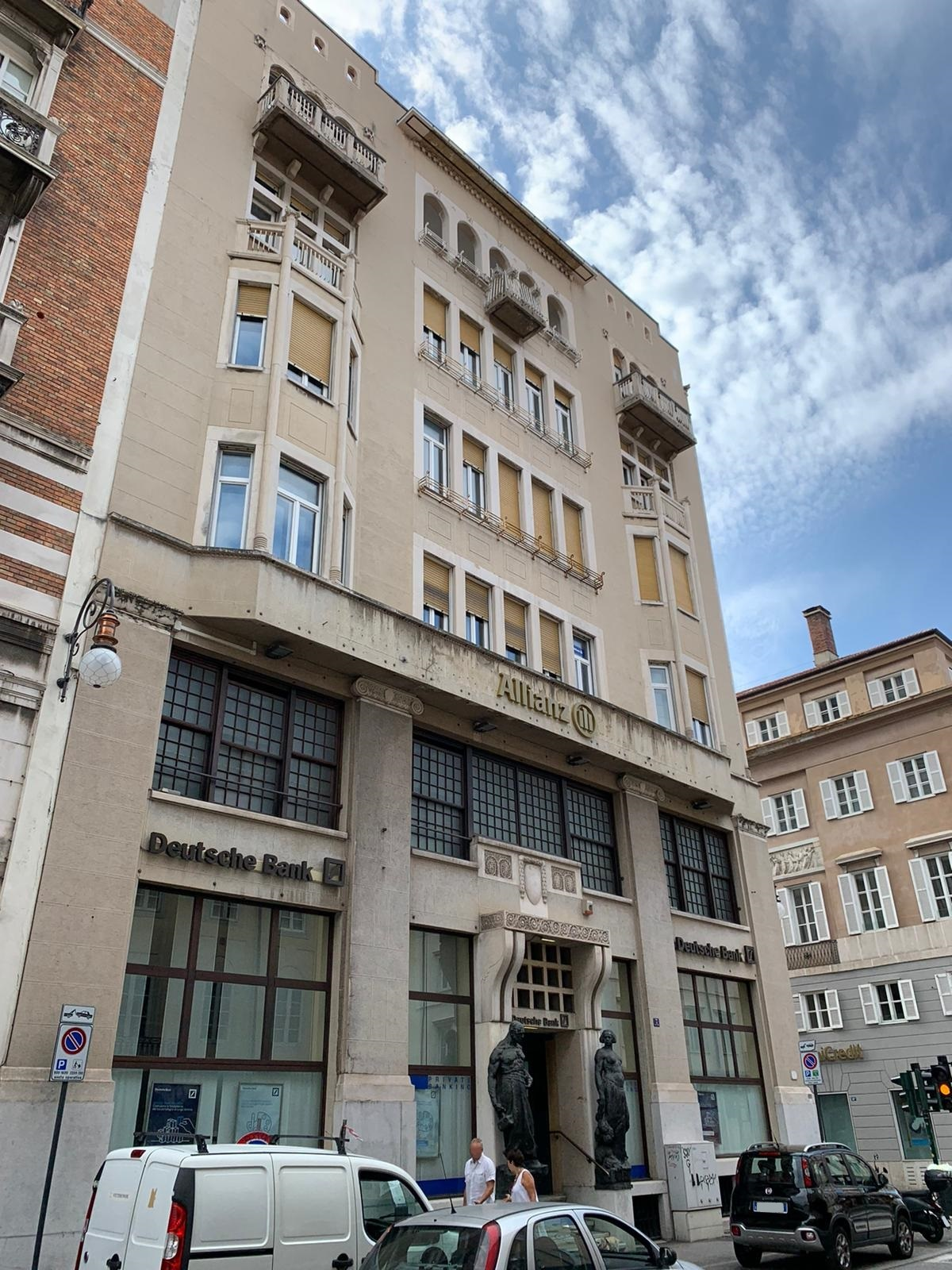